# Subfusil Thompson
El Thompson es un subfusil estadounidense, diseñado por John T.Thompson en 1919, que adquirió mala fama durante la época de la Prohibición. Se le veía habitualmente en los medios de la época, ya que fue usado tanto por los agentes de las fuerzas policiales como por los criminales. El Thompson también era conocido informalmente por los apodos "Trench Broom", "Trench Sweeper", "Chicago Typewriter", "Chicago Piano", "Chicago Style" o "The Chopper", "Tommy Gun".
El Thompson era preferido por soldados, criminales, policía y civiles por su ergonomía, tamaño compacto, fiabilidad, elevada cadencia de tiro en modo automático y por emplear el cartucho .45 ACP. Fue utilizado por las Fuerzas Armadas de los Estados Unidos en el transcurso de la Segunda Guerra Mundial y, desde entonces, ha ganado popularidad entre los coleccionistas civiles por su importancia histórica.

## Características
El subfusil Thompson tenía una cadencia de aproximadamente 1100 disparos/minuto en el modelo M1921 (el primero en ser introducido).
Esta arma es un subfusil de los llamados de "primera generación", comparable al alemán MP18 (el primer subfusil eficaz), a diferencia del MP40 usado por los alemanes en la Segunda Guerra Mundial, que era un subfusil de "segunda generación". La diferencia estriba en que los de segunda generación eran diseños simplificados y fabricados con nuevas técnicas menos costosas, por lo que resultaban mucho más fáciles y baratos de producir en masa. Era ligero, con culata de madera y, simplemente, una pistola de repetición, ya que era de un calibre pequeño.
El Thompson fue sucesivamente simplificado para abaratarlo durante la guerra, dando lugar a las versiones M1 y (sobre todo) M1A1, que lograron reducir el precio de 200$ a 70$. A pesar de que los soldados preferían el Thompson, este terminó siendo reemplazado por el M3 (que las tropas apodaron por su aspecto "Grease Gun", pistola engrasadora), ya de segunda generación, que sólo costaba 10$ la unidad.

## Historia y servicio
El inventor de este subfusil fue el general John T.Thompson, militar que sirvió por muchos años en el Departamento de Armamento del Ejército de Estados Unidos. Él mismo se inspiró en el diseño del Thompson estando en una trinchera durante la Primera Guerra Mundial, desarrollando lo que el llamaría one-man, hand-held machine gun (ametralladora personal "de mano" o portátil). 
Mientras buscaba la forma de que el arma funcionara con seguridad, Thompson se cruzó con un problema de patentes ante John Bell Blish. Con una manera de hacer posible su idea, Thompson encontró soporte financiero de un patrocinador y así fundó la Auto-Ordnance Corporation en 1916, con el propósito de fabricar su arma. Los diseñadores principales fueron Theodore H. Eickhoff, Oscar V. Payne, y George E. Goll. A finales de 1917 descubrieron la forma de usar el cerrojo Blish (mecanismo de cerrojo de armas diseñado por John Bell Blish), y asimismo vieron que el único cartucho utilizado por el ejército en el momento, que funcionara con el cerrojo Blish, era el .45 ACP. El proyecto se llamó Annihilator I (Aniquilador I en inglés) y para 1918 ya habían resuelto casi todos los problemas de diseño. 
Sin embargo, la guerra terminó antes de que pudieran enviar los prototipos a Europa. En 1919, una junta directiva de la Auto-Ordnance discutía el mercadeo del Aniquilador. Ahora que la guerra había terminado, fue oficialmente renombrado como Thompson Submachine Gun (Subfusil Thompson). Mientras otras armas se desarrollaban brevemente en ese tiempo con los mismos objetivos en mente, fue el Thompson el que fue etiquetado y marcado como "submachine gun" (subfusil).
El arma estaba prevista como una "escoba de trincheras" (trench-broom) automática para limpiar las trincheras de tropas enemigas, llenando el papel que el BAR no era capaz de desempeñar. Irónicamente, este concepto fue adoptado por las tropas alemanas utilizando sus propios subfusiles en conjunto con tácticas de infiltración, llamadas por ellos Sturmtruppen (tropas de asalto).
El primer Thompson en ser producido en serie fue el Modelo 1921 (Model 1921). Estaba disponible para uso civil, aunque su elevado precio resultó en pocas ventas. Los Thompson Modelo 1921 se vendieron en pequeñas cantidades al servicio postal estadounidense (para proteger al correo de una racha de asaltos), seguidos por varios departamentos de policía de los Estados Unidos y ventas internacionales menores a diversos ejércitos, policía civil, gendarmería y fuerzas paramilitares, principalmente en América Central y América del Sur. También fueron adquiridos por el IRA a través de simpatizantes en los Estados Unidos y fue utilizado en eventos posteriores como la guerra de Independencia irlandesa y en la guerra civil irlandesa. Los Thompson fueron empleados limitadamente por el Cuerpo de Marines de los Estados Unidos (sólo utilizaron el modelo M1928), con el cual los Marines intervinieron en una serie de conflictos en América Central, particularmente en Nicaragua, donde era común que los Marines emplearan el Thompson M1928 en combates a corta distancia y para contrarrestar las emboscadas llevadas a cabo por los guerrilleros del EDSN al mando de Augusto Sandino.
El Thompson alcanzó notoriedad por vez primera en manos de los gánsteres durante la Gran Depresión, siendo el emblema de ladrones de la talla de Willie Sutton, y en las películas basadas en estos mismos. En aquella época, la llamada China Nacionalista también adquirió cierta cantidad para combatir a las tropas del Ejército Imperial Japonés y eventualmente terminaron fabricando copias en pequeñas cantidades de los Thompson que habían comprado para su uso en varios ejércitos y milicias.
El subfusil Thompson fue adoptado en 1938 por las Fuerzas Armadas de los Estados Unidos sirviendo durante la Segunda Guerra Mundial y más tarde en la guerra de Corea, así como en las primeras etapas de la guerra de Vietnam. Otros países aliados compraron asimismo el Thompson, entre ellos el Reino Unido y Francia.
Las modificaciones hechas para abaratar el precio de las unidades se realizaron en 1942, resultando en los modelos llamados M1 y M1A1 que fueron comúnmente usados por los oficiales y los suboficiales.
Había dos modelos militares del subfusil Thompson. El primero era el modelo M1928A1 que tenía un cargador recto de 20 cartuchos o un tambor de 50-100 cartuchos. Este modelo a su vez poseía un cañón más largo que el modelo M1A1, y la palanca de amartillado estaba en la parte superior del arma. El M1A1 tenía el cañón más corto, un cargador recto de 30 cartuchos y la palanca de amartillado estaba en el lado derecho. El M1928A1, junto con el modelo regular M1928, fueron adoptados por el USMC (Cuerpo de Marines de los Estados Unidos, United States Marine Corps), mientras que el modelo M1A1 fue elegido por el Ejército.

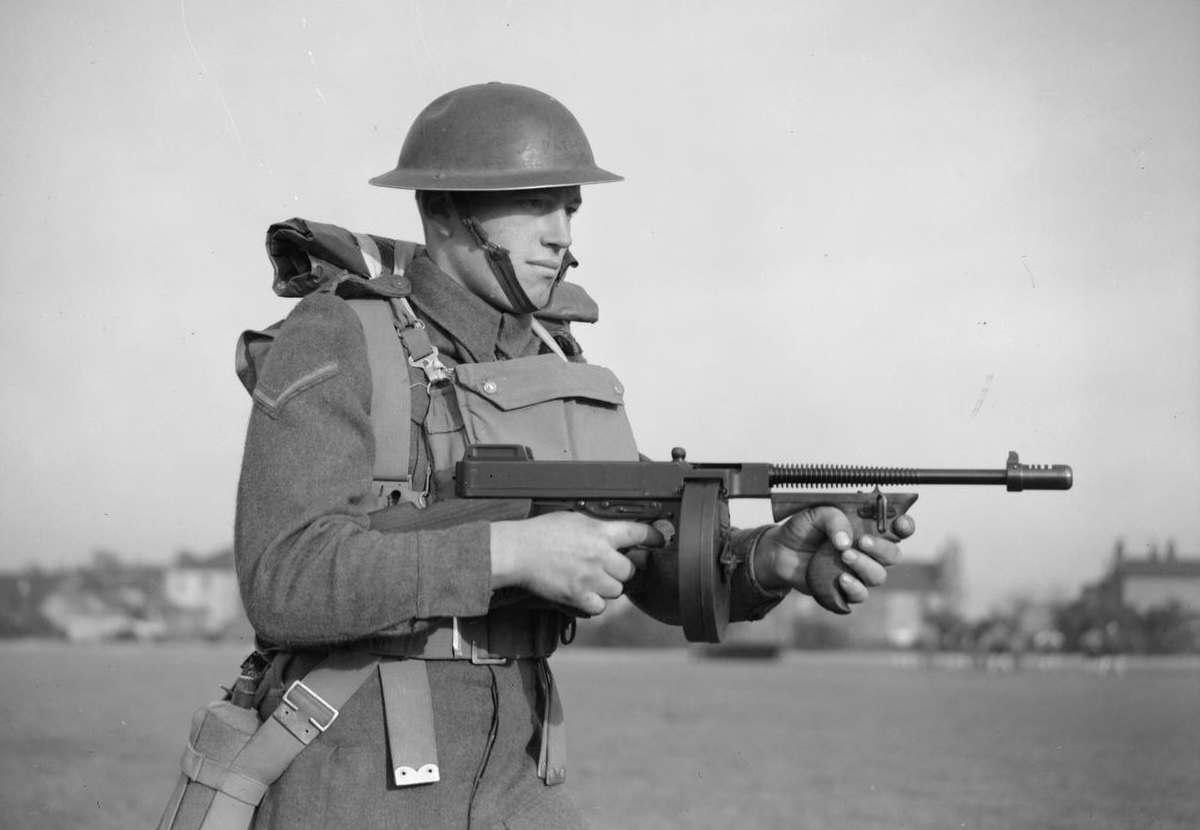
Cabo del ejército británico armado con un Thompson M1928A1, con tambor. 25 de noviembre de 1940.

El Thompson fue particularmente útil en manos de las tropas aliadas durante la Segunda Guerra Mundial como un arma para exploradores, suboficiales y jefes de patrullas. En el teatro europeo, el arma fue ampliamente usada por las unidades Commando británicas y canadienses, así como por paracaidistas estadounidenses y batallones de Rangers. Una versión sueca del modelo M1928A1, denominada Kulsprutepistol m/40 (pistola ametralladora m/40) sirvió en el Ejército sueco entre 1940 y 1951. A través del programa llamado Lend-Lease, que involucraba a los Estados Unidos, Reino Unido, Unión Soviética, China, Francia y a otras naciones Aliadas. La Unión Soviética también usó el Thompson, pero en la práctica no fue muy difundido debido a que ya poseía su propio subfusil, el PPSh-41.
En el Pacífico, la infantería del Ejército australiano y otras fuerzas del Commonwealth emplearon al principio el Thompson extensamente en patrullas en la jungla y en emboscadas, donde era valorado por su potencia de fuego, aunque por su considerable peso y por las dificultades de provisiones llevaron eventualmente a su reemplazo por otros subfusiles más económicos, tales como el Owen y el Austen. Los Marines estadounidenses también usaron el Thompson de un modo restringido, ya que había escasez de pertrechos, especialmente durante sus primeros asaltos a las islas. Sin embargo, pronto se descubrió que los Thompson eran muy útiles en la densa jungla, donde las balas de calibre 11,43 mm podían penetrar con relativa facilidad los árboles de diámetro más pequeño y los cascos de los soldados japoneses o sus vestimentas protectoras (a modo de comparación, las balas del cartucho 8 mm Nambu utilizado en las pistolas y subfusiles japoneses tenían una potencia muy inferior, siendo desviadas sus balas por hojas o pequeñas ramas con relativa facilidad). En el ejército estadounidense, muchas patrullas dentro de la jungla estaban equipadas originalmente con subfusiles Thompson en la primera fase de la campañas de Nueva Guinea y Guadalcanal, pero poco después se empezaron a utilizar los BAR en su lugar, ante todo en lugares claves, tales como el frente y la retaguardia, creando puntos defensivos.

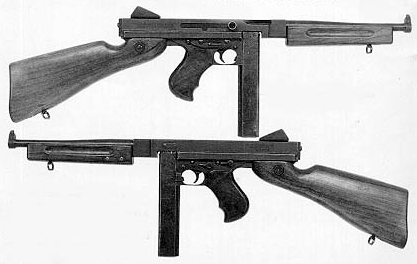
Ambos lados del Thompson M1A1.

Para cuando estalló la guerra de Corea, el Thompson había sido retirado del servicio como subfusil de uso estándar de las fuerzas de Estados Unidos. Fue sustituido por el subfusil M3/M3A1 y la carabina M1/M2. Muchos Thompson fueron entregadas a las fuerzas armadas chinas como asistencia militar antes de la caída del gobierno de Chiang Kai-shek en 1949 a manos de las fuerzas comunistas de Mao Tse-tung. Durante la guerra de Corea, las tropas estadounidenses se sorprendieron al encontrarse con que las tropas chinas comunistas estaban fuertemente armadas con subfusiles Thompson, especialmente durante los asaltos nocturnos. La capacidad del arma de proveer gran cantidad de fuego automático de asalto a corto alcance, probó ser muy útil tanto en la defensa como en el ataque durante la primera etapa del conflicto. Muchas de estas armas fueron recapturadas y volvieron a entrar al servicio del Ejército y la Armada.
Durante la guerra de Vietnam, algunas unidades del Ejército sudvietnamita y los milicianos fueron armados con este subfusil. Un reducido número de estos fue utilizado por unidades de reconocimiento, asesores militares y otras tropas estadounidenses.
El Thompson también fue utilizado por las fuerzas de seguridad y fuerzas policiales de los Estados Unidos, sobre todo por el FBI. El FBI usó al Thompson hasta 1976, año en el que fue declarado obsoleto. Todos los Thompson en poder del Gobierno de los Estados Unidos fueron destruidos, a excepción de algunos ejemplares que fueron llevados a museos, otros fueron destinados con fines de entrenamiento.
Los Thompson o copias del mismo se ven ocasionalmente en conflictos de hoy en día, como la guerra en Bosnia.

## Características operacionales

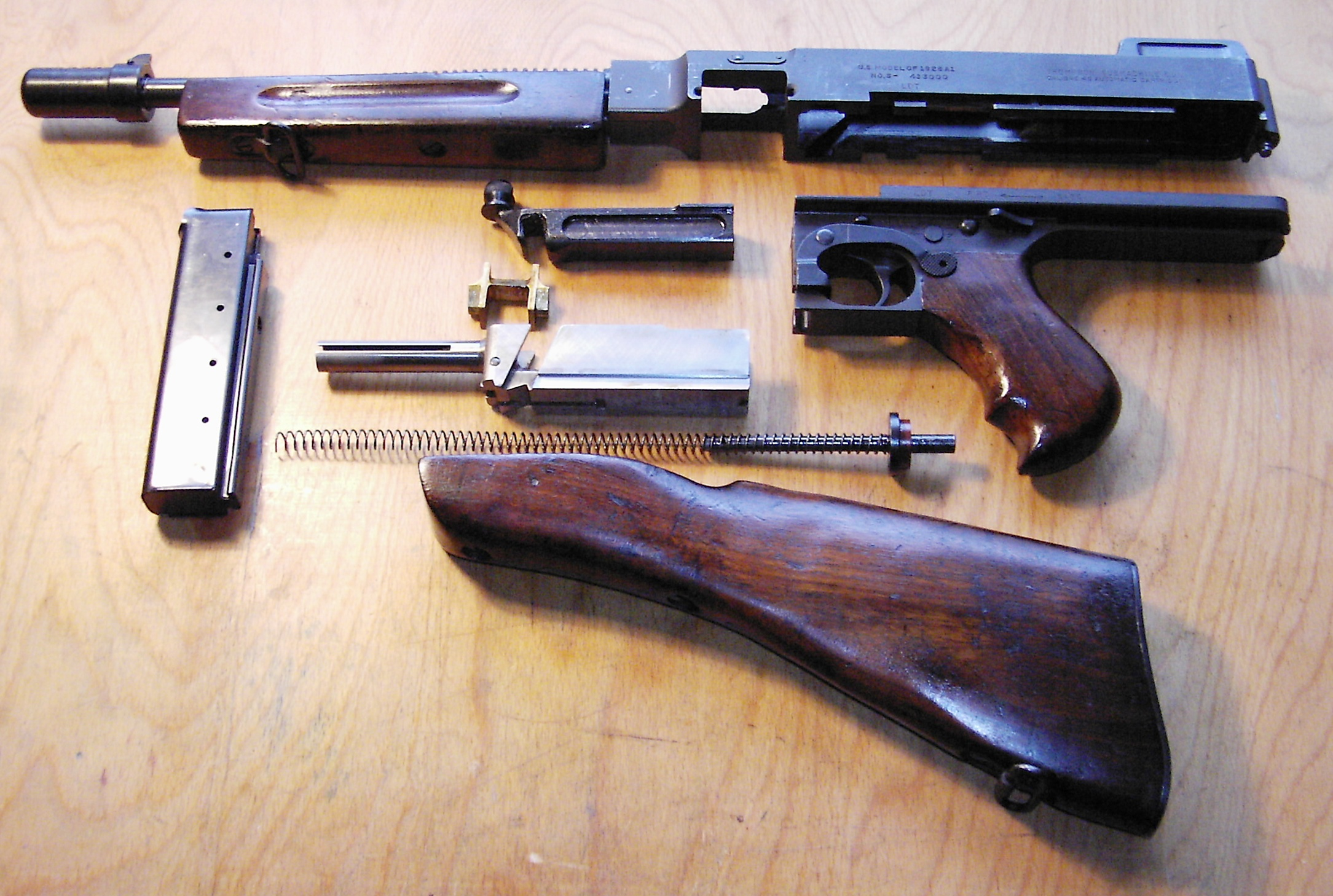
Un Thompson modelo M1928A1, tras su desarme básico.

El Thompson, especialmente el Modelo 1921, poseía una cadencia de fuego bastante alta, un poco más de 900 disparos por minuto, superior a la de muchos otros subfusiles automáticos de menor calibre. Esta cadencia de fuego, combinada con un apretón fuerte del gatillo y un cargador que se vaciaba rápidamente, aumentaban la tendencia del arma a alejarse del blanco cuando se dispara en modo automático.
En comparación con los subfusiles modernos calibre 9 mm, como el Uzi, el Thompson de calibre 11,43 mm es pesado, resulta difícil apuntar con él y tiene un retroceso excesivo. Sin embargo, según los estándares de aquellos tiempos, el Thompson era una de las armas más efectivas y confiables disponibles entonces.
Debido a su empleo por los gánsteres y durante la Segunda Guerra Mundial, los Thompson son muy buscados por los coleccionistas. Un Modelo 1928 original, en condiciones de ser disparado, puede venderse fácilmente por unos 20.000 US$ o más. Versiones semiautomáticas son producidas actualmente por la Auto-Ordnance Company, una subsidiaria de Kahr Firearms. Aproximadamente 1.700.000 de estas armas fueron fabricadas por la Auto-Ordnance, Savage Arms y Colt, de las cuales 1.387.134 son versiones simplificadas de las variantes M1 y M1A1 usadas en la Segunda Guerra Mundial (sin el Blish lock y el sistema de aceitado).

## Variantes

### Persuader & Annihilator
Hubo dos modelos experimentales principales de la Thompson. El primero, denominado Persuader (Persuasor), fue desarrollado en 1918 y era alimentado mediante cinta ("belt-fed", en inglés ). El segundo, denominado Annihilator (Aniquilador), era alimentado por un cargador de 20 cartuchos, lo cual significaba una gran mejora con respecto a los primeros modelos desarrollados en 1918 y principios de 1919. Adicionalmente se fabricaron los cargadores tipo "tambor" (drum magazines) de 50 y 100 cartuchos.

### Modelo 1919
El Modelo 1919 se limitó a solamente unas 40 unidades, que experimentaron grandes cambios a lo largo de la producción entre una y otra. El arma tenía una cadencia de fuego de unos 1.500 disparos por minuto. Esta fue el arma con la que el Brigadier General Thompson dio en 1920 una demostración en Perry Camp. Casi todos los modelos 1919 fueron fabricados sin culatas ni miras. La versión final poseía un gran parecido a lo que luego sería el modelo de 1921. El mayor comprador del modelo 1919 fue el Departamento de Policía de la ciudad de Nueva York. Este modelo fue pensado y diseñado como una pistola Colt .45 automática para barrer trincheras con balas.
- Munición: .45 ACP (11,43 x 23), .22 LR, .32 ACP, .38 ACP, 9 x 19 Parabellum, .351 Winchester Self-Loading.[7]
- Peso (descargado): 3,75 kg (8 libras 4 onzas).
- Longitud: 808 mm (31,8 pulgadas).
- Longitud del cañón: 267 mm (10,5 pulgadas).
- Cadencia de fuego: 1500 disparos por minuto (efectiva, 700 disparos).
- Capacidad: cargadores rectos de 20-30 balas; tambores de 50-100 balas; 18 balas del tipo .45 Peters-Thompson.
- Alcance: 50 m (55 yardas).

### Modelo 1921

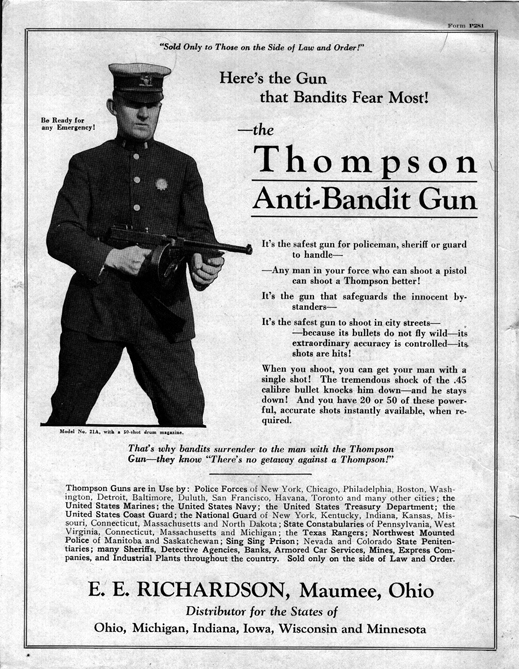
El "arma anti-bandido": publicidad de los años 20 de la Thompson Modelo 1921 para las fuerzas policiales de Estados Unidos.

Este fue el primer modelo de producción masiva. Quince mil armas fueron fabricadas por Colt para la Auto-Ordnance Corporation. En el diseño original, el acabado era muy similar a la de un arma deportiva, con un cañón aletado pavonado y pistolete delantero. Es un arma con semi-acción por retroceso (semi blowback) con un cerrojo a fricción (Blish lock). 
El Modelo 1921 era bastante costoso de producir (con su precio minorista original, US$ 225) debido a su acabado en madera y sus delicadas y finas piezas mecanizadas. El Modelo 1921 fue el que se hizo más famoso gracias a las películas policiales y de gánsteres de la época. El arma poseía una cadencia de fuego relativamente alta, unos 900 disparos/minuto.
- Munición: .45 ACP (11,43 x 23), .22 LR, .32 ACP, .38 ACP, 9 x 19 Parabellum , .351 Winchester Self-Loading.
- Peso (descargado): 4,4 kg (9 libras 12 onzas).
- Longitud: 808-909 mm (31,8-35,8 pulgadas).
- Longitud del cañón: 267 mm (10,5 pulgadas), 368 mm (14,5 pulgadas).
- Cadencia de fuego: 800 disparos por minuto (efectiva, 225-300).
- Capacidad: cargadores rectos de 20-30 cartuchos; tambores de 50-100 cartuchos; 18 cartuchos .45 Peters-Thompson.
- Alcance: 50 m (55 yardas).

### Modelo 1923
El Modelo 1923 fue introducido con la intención de expandir la línea de productos de la Auto-Ordnance y tuvo su demostración ante el Ejército de los Estados Unidos. Disparaba un cartucho .45 Remington-Thompson desde un cañón de 355 mm (14 pulgadas) de longitud con una potencia y un alcance mayor que el .45 ACP. Se introdujo con un guardamano horizontal, una correa portafusil, un bípode y una pesada bayoneta. El M1923 pretendía suplir el papel que desempeñaba el Browning Automatic Rifle (BAR), pero el ejército estaba muy satisfecho con éste y no le ofreció al M1923 una oportunidad, por lo que nunca fue adoptado.
- Munición: .45 ACP (11,43 x 23), .45 Remington-Thompson
- Peso (descargado): 5,7 kg (12 libras 6 onzas)(cañón y bípode de 14,5 pulgadas), 4,4 kg (9 libras 12 onzas)(cañón de 10,5 pulgadas).
- Longitud: 808-909 mm (31,8-35,8 pulgadas).
- Longitud del cañón: 267 mm (10,5 pulgadas), 368 mm (14,5 pulgadas).
- Cadencia de fuego: 800 disparos por minuto (efectiva, 225-300).
- Capacidad: cargadores rectos de 20-30 cartuchos; 18 cartuchos .45 Peters-Thompson.
- Alcance: 50 m (55 yardas).

## Cultura popular
El Thompson M1 también se hizo conocido al haber sido utilizado por el actor Vic Morrow (quien encarnaba al Sgt. Chip Saunders) en la serie de televisión estadounidense Combate (1962-1967). Además aparece en gran cantidad de videojuegos como Mafia: The City of Lost Heaven, L.A. Noire, Resident Evil 4, varios juegos de la saga Call of Duty y también en algunos de la saga Medal of Honor y Battlefield. En Persona 5 hay un Thompson M1 disponible para ser usado por Ann Takamaki (Panther).
También aparece en películas de mafiosos tales como Los intocables de Eliot Ness, Érase una vez en América o Enemigos Públicos. En esta última, Johnny Depp interpreta a John Dillinger y se muestra la Thompson usada por los gánsteres durante la Gran Depresión en el robo a bancos. 
En la última escena del videoclip de la canción «Smooth Criminal» de Michael Jackson, el cantante se libra de una banda de criminales utilizando esta arma.
La banda británica de punk The Clash título a una de sus canciones «Tommy Gun» en referencia al arma.
En una escena de la película Miller's Crossing uno de los protagonistas usa el arma para defenderse de un asalto. En la siguiente escena, se dice de este personaje que «sigue siendo un artista con una Thompson», en referencia a su habilidad para usar esta arma.
En el popular juego Fortnite aparece una Thompson en el modo Battle Royale, que es conocida dentro del juego como subfusil de tambor, la porta el personaje llamado Midas en la calidad Mítica
El villano de Crash Bandicoot Pinstripe Potoroo usa una Thompson para atacar a Crash en el nivel The Generator.
Los famosos rifles de pulsos usados por los marines coloniales en la película de James Cameron Aliens de 1986, son en realidad Thompson modificados con diferentes aditamentos para hacerlos parecer futuristas.
Este también aparece en la serie Peaky Blinders a partir de la temporada 4, como arma recurrente.